# Le Moulin de la Galette (obrazy Vincenta van Gogha)
Le Moulin de la Galette – tytuł siedmiu obrazów olejnych namalowanych przez Vincenta van Gogha w 1886 i 1887 podczas pobytu w Paryżu.
1. Le Moulin de la Galette[1], namalowany latem 1886 (nr kat.: F 274, JH 1115), obecnie w zbiorach Kelvingrove Art Gallery and Museum w Glasgow;
2. Le Moulin de la Galette[2], namalowany jesienią 1886 (nr kat.: F 226, JH 1172), obecnie w zbiorach fundacji Stiftung Langmatt w Baden (Szwajcaria);
3. Le Moulin de la Galette[3], namalowany jesienią 1886 (nr kat.: F 227, JH 1170), obecnie w zbiorach Kröller-Müller Museum w Otterlo;
4. Le Moulin de la Galette[4], namalowany jesienią 1886 (nr kat.: F 228, JH 1171), obecnie w zbiorach Neue Nationalgalerie w Berlinie;
5. Le Moulin de la Galette[5], namalowany jesienią 1886 (nr kat.: F 348, JH 1182), obecnie w zbiorach Państwowego Muzeum Sztuk Pięknych w Buenos Aires;
6. Le Moulin de la Galette[6], namalowany jesienią 1886 (nr kat.: F 349, JH 1184), obecnie w zbiorach prywatnych Collection Charles W. Engelhard w Newark (USA);
7. Le Moulin de la Galette[7], namalowany latem 1886 (nr kat.: F 348a, JH 1221), obecnie w Carnegie Museum of Art w Pittsburgh (USA).

## Historia
Vincent van Gogh przyjechał do Paryża w marcu 1886 i zamieszkał razem z bratem Theo w mieszkaniu na wzgórzu Montmartre. W lipcu obaj przenieśli się do położonego wyżej, większego mieszkania przy Rue Lepic. Theo prowadził własną galerię przy Boulevard Montmartre, więc Vincent miał okazję zapoznać się z obrazami impresjonistów, które się w niej znajdowały.
Artystę niezbyt pociągały zabytki Paryża; wolał raczej wiejski urok i klimat cyganerii Montmartre, również kiedy wyjeżdżał poza Paryż, wybierał jako temat raczej wiejskie zakątki, jak Clichy czy Asnières. Samo Montmartre również stało się tematem wielu jego obrazów. Uwagę artysty zwrócił zwłaszcza słynny Moulin de la Galette, jeden z wiatraków stojących na Montmartre, który przestał być używany i stał się malowniczą ruiną. Został następnie przebudowany na restaurację i lokal taneczny, odwiedzany przez młodych Paryżan. Jako miejsce rozrywki został upamiętniony w znanym obrazie Renoira Bal w Moulin de la Galette z 1876, a później w obrazach m.in. Toulouse-Lautreca.
Van Gogh w Paryżu przyswoił sobie nowe idee dotyczące światła i koloru, czego wpływ widoczny jest w pierwszym z obrazów, zwłaszcza jeśli się go porówna z obrazami namalowanymi w Holandii. Również na kolejnym obrazie z tej serii, F 227 widoczna jest preimpresjonistyczna paleta artysty oraz zasady malowania z bezpośredniej obserwacji w plenerze i szybkie wykonawstwo, praktykowane przez niego jeszcze w Holandii. Również w Holandii van Gogh zaczął malować widoki miejskie (np. zaułki Hagi).

## Pozostałe wersje Le Moulin de la Galette

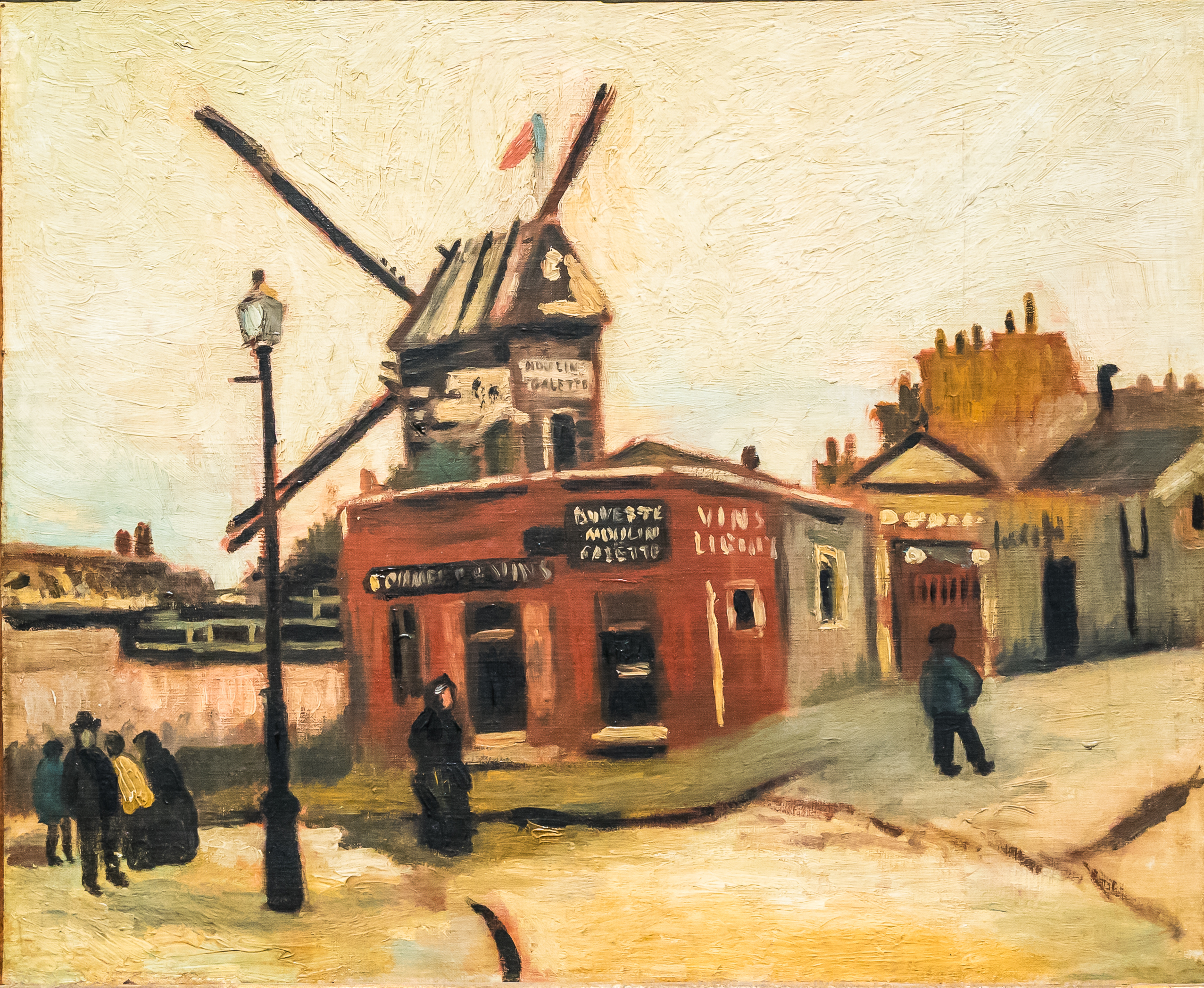
38,0 × 46,0 cm nr kat.: F 226, JH 1172 Baden: Stiftung Langmatt (Museum)
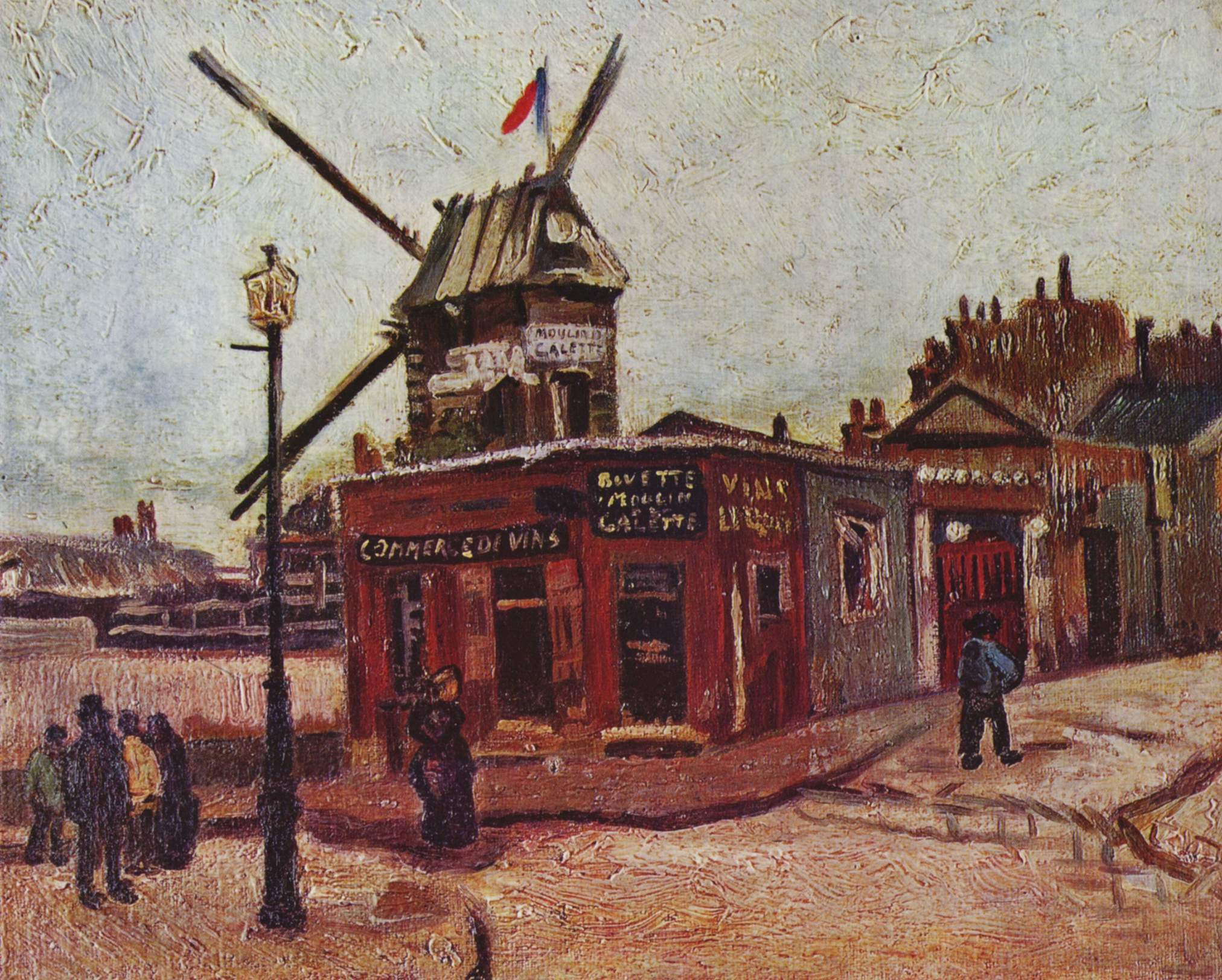
38,0 × 46,5 cm nr kat.: F 228, JH 1171 Neue Nationalgalerie
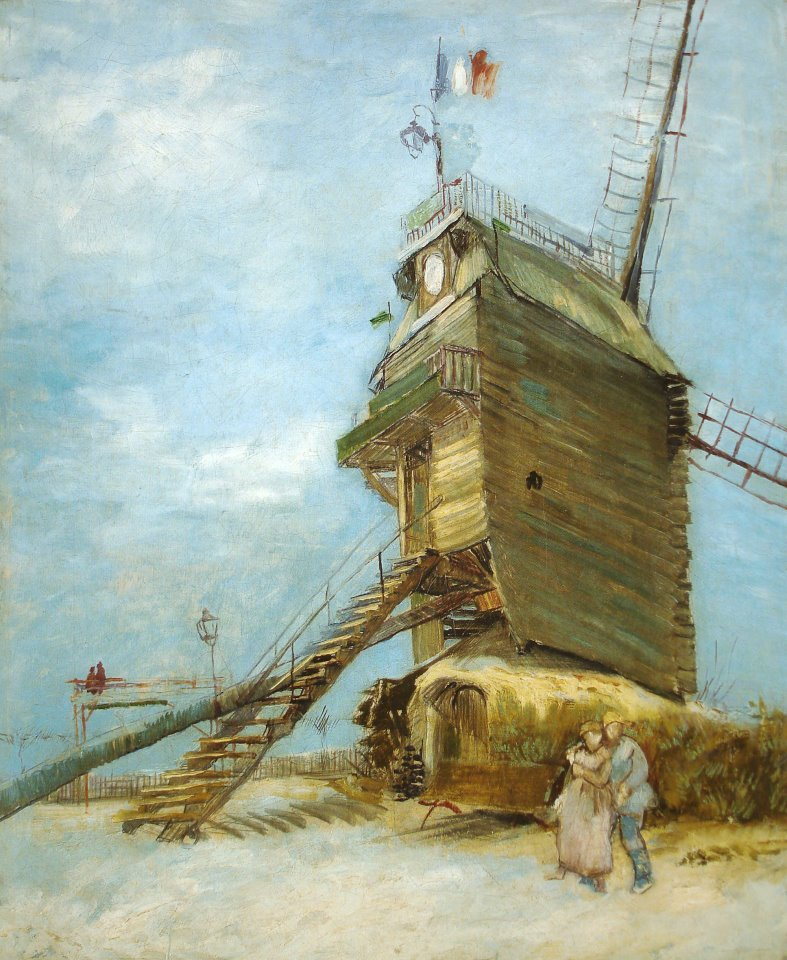
61,0 × 50,0 cm nr kat.: F 348, JH 1182 Państwowe Muzeum Sztuk Pięknych w Buenos Aires
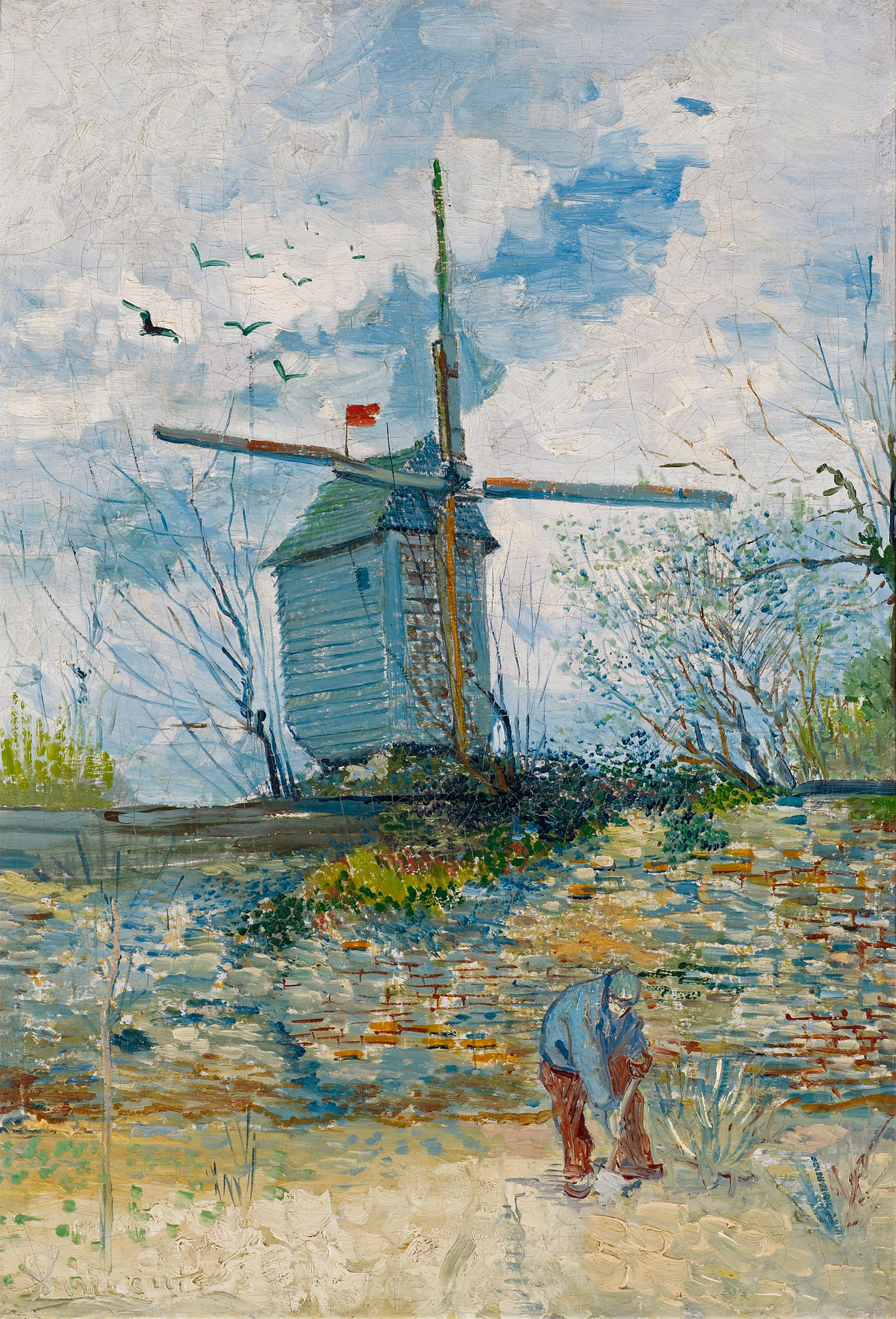
55,0 × 38,5 cm nr kat.: F 349, JH 1184 Collection Charles W. Engelhard
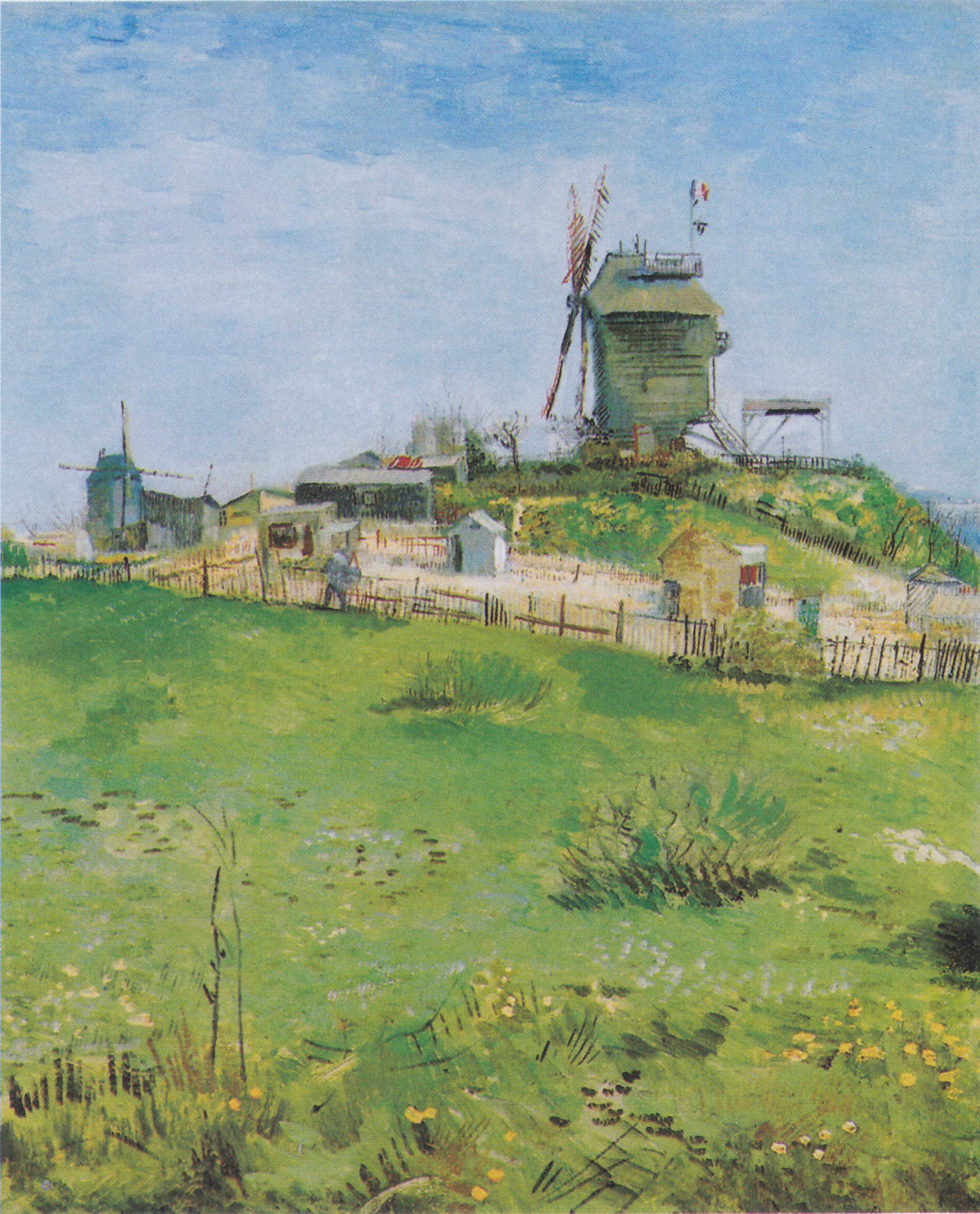
46,0 × 38,0 cm nr kat.: F 348a, JH 1221 Carnegie Museum of Art

## Obrazy innych artystów z motywem Le Moulin de la Galette

Auguste Renoir Bal w Moulin de la Galette 1876 olej na płótnie 131 × 175 cm Musée d’Orsay
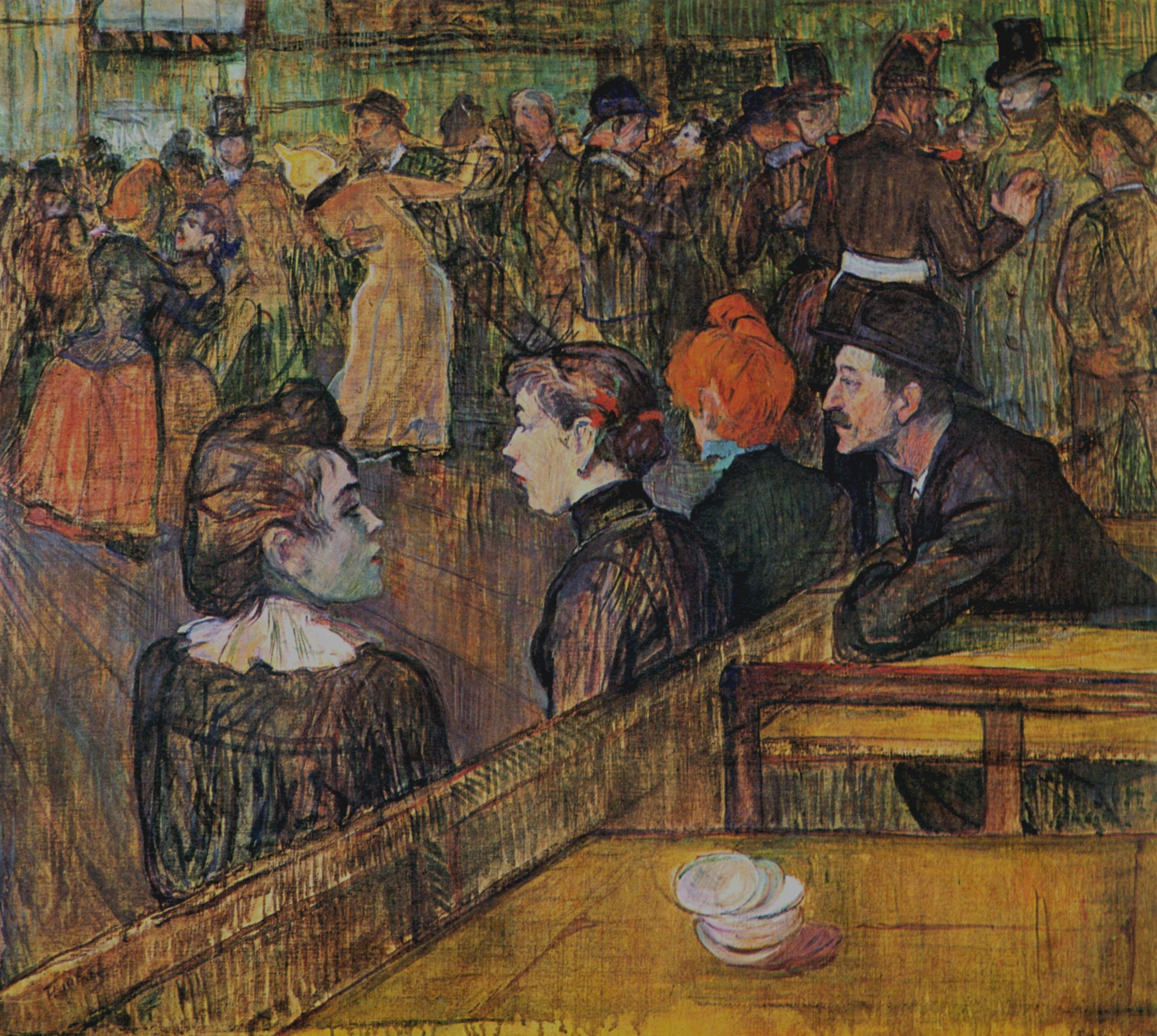
Henri de Toulouse-Lautrec Moulin de la Galette 1889 olej na płótnie 88,9 × 101,3 cm Art Institute of Chicago

- Auguste Renoir
Bal w Moulin de la Galette
1876
olej na płótnie
131 × 175 cm
Musée d’Orsay
- Henri de Toulouse-Lautrec
Moulin de la Galette
1889
olej na płótnie
88,9 × 101,3 cm
Art Institute of Chicago